# Blodgruppsfördelning
Blodgruppsfördelning är den relativa frekvensen av blodgrupper i en population.

## Fördelning efter land

### ABO- och Rh-fördelning
| Land                    | Folkmängd     | O+     | A+     | B+     | AB+    | O−     | A−     | B−     | AB−    | Rh+     | Rh−    |
| ----------------------- | ------------- | ------ | ------ | ------ | ------ | ------ | ------ | ------ | ------ | ------- | ------ |
| Argentina               | 43 431 886    | 45,4 % | 34,3 % | 8,6 %  | 2,6 %  | 8,4 %  | 0,44 % | 0,21 % | 0,06 % | 90,89 % | 9,11 % |
| Australien              | 21 262 641    | 40,0 % | 31,0 % | 8,0 %  | 2,0 %  | 9,0 %  | 7,0 %  | 2,0 %  | 1,0 %  | 81,0 %  | 19,0 % |
| Bahrain                 | 807 131       | 48,5 % | 19,4 % | 22,6 % | 3,7 %  | 3,3 %  | 1,3 %  | 1,0 %  | 0,3 %  | 94,1 %  | 5,9 %  |
| Bangladesh              | 149 772 364   | 31,2 % | 21,4 % | 34,6 % | 8,9 %  | 1,4 %  | 1,0 %  | 1,0 %  | 0,6 %  | 96,0 %  | 4,0 %  |
| Belgien                 | 10 414 336    | 38,0 % | 34,0 % | 8,5 %  | 4,1 %  | 7,0 %  | 6,0 %  | 1,5 %  | 0,8 %  | 84,7 %  | 15,3 % |
| Bolivia                 | 10 969 649    | 51,6 % | 29,5 % | 10,1 % | 1,2 %  | 4,4 %  | 2,7 %  | 0,5 %  | 0,1 %  | 92,3 %  | 7,7 %  |
| Brasilien               | 198 739 269   | 36,0 % | 34,0 % | 8,0 %  | 2,5 %  | 9,0 %  | 8,0 %  | 2,0 %  | 0,5 %  | 80,5 %  | 19,5 % |
| Chile                   | 17 650 114    | 85,6 % | 8,7 %  | 3,4 %  | 0,99 % | 1,2 %  | 0,1 %  | 0,05 % | 0,1 %  | 98,55 % | 1,45 % |
| Danmark                 | 5 500 510     | 35,0 % | 37,0 % | 8,0 %  | 4,0 %  | 6,0 %  | 7,0 %  | 2,0 %  | 1,0 %  | 84,0 %  | 16,0 % |
| Dominikanska republiken | 10 349 741    | 46,2 % | 26,4 % | 16,9 % | 3,1 %  | 3,7 %  | 2,1 %  | 1,4 %  | 0,2 %  | 92,6 %  | 7,4 %  |
| Egypten                 | 81 015 887    | 52,0 % | 24,0 % | 12,4 % | 3,8 %  | 5,0 %  | 2,0 %  | 0,6 %  | 0,2 %  | 92,2 %  | 7,8 %  |
| Estland                 | 1 315 819     | 29,5 % | 30,8 % | 20,7 % | 6,3 %  | 4,3 %  | 4,5 %  | 3,0 %  | 0,9 %  | 87,3 %  | 12,7 % |
| Etiopien                | 102 374 044   | 39,0 % | 28,0 % | 21,0 % | 5,0 %  | 3,0 %  | 2,0 %  | 1,0 %  | 1,0 %  | 93,0 %  | 7,0 %  |
| Filippinerna            | 99 863 000    | 45,0 % | 22,5 % | 24,5 % | 5,0 %  | < 1 %  | < 1 %  | < 1 %  | < 1 %  | ≈ 97 %  | ≈ 3 %  |
| Finland                 | 5 250 275     | 27,0 % | 38,0 % | 15,0 % | 7,0 %  | 4,0 %  | 6,0 %  | 2,0 %  | 1,0 %  | 87,0 %  | 13,0 % |
| Frankrike               | 66 821 000    | 36,0 % | 37,0 % | 9,0 %  | 3,0 %  | 6,0 %  | 7,0 %  | 1,0 %  | 1,0 %  | 85,0 %  | 15,0 % |
| Förenade arabemiraten   | 5 628 805     | 44,1 % | 21,9 % | 20,8 % | 4,3 %  | 4,3 %  | 2,1 %  | 2,0 %  | 0,4 %  | 91,2 %  | 8,8 %  |
| Guinea                  | 11 780 162    | 46,9 % | 21,6 % | 22,9 % | 4,5 %  | 2,0 %  | 0,9 %  | 1,0 %  | 0,2 %  | 95,9 %  | 4,1 %  |
| Hongkong                | 7 153 519     | 41,5 % | 26,1 % | 25,3 % | 6,4 %  | 0,32 % | 0,17 % | 0,14 % | 0,05 % | 99,31 % | 0,69 % |
| Indien                  | 1 236 344 631 | 27,8 % | 19,1 % | 39,1 % | 8,4 %  | 1,4 %  | 0,5 %  | 1,7 %  | 0,4 %  | 96,0 %  | 4,0 %  |
| Indonesien              | 252 812 245   | 36,8 % | 25,9 % | 28,9 % | 8,0 %  | 0,18 % | 0,13 % | 0,15 % | 0,04 % | 99,5 %  | 0,5 %  |
| Irak                    | 36 004 552    | 32,2 % | 25,0 % | 25,6 % | 7,4 %  | 3,6 %  | 2,7 %  | 2,7 %  | 0,9 %  | 90,1 %  | 9,9 %  |
| Irland                  | 4 203 200     | 47,0 % | 26,0 % | 9,0 %  | 2,0 %  | 8,0 %  | 5,0 %  | 2,0 %  | 1,0 %  | 84,0 %  | 16,0 % |
| Island                  | 306 694       | 47,6 % | 26,4 % | 9,3 %  | 1,6 %  | 8,4 %  | 4,6 %  | 1,7 %  | 0,4 %  | 84,9 %  | 15,1 % |
| Israel                  | 8 585 500     | 32,0 % | 34,0 % | 17,0 % | 7,0 %  | 3,0 %  | 4,0 %  | 2,0 %  | 1,0 %  | 90,0 %  | 10,0 % |
| Italien                 | 61 261 254    | 40,0 % | 36,0 % | 7,5 %  | 2,5 %  | 7,0 %  | 6,0 %  | 1,5 %  | 0,5 %  | 85,0 %  | 15,0 % |
| Jamaica                 | 2 758 124     | 47,0 % | 23,0 % | 20,0 % | 3,0 %  | 3,5 %  | 2,0 %  | 1,0 %  | 0,5 %  | 93,0 %  | 7,0 %  |
| Japan                   | 127 368 088   | 29,9 % | 39,8 % | 19,9 % | 9,9 %  | 0,15 % | 0,2 %  | 0,1 %  | 0,05 % | 99,5 %  | 0,5 %  |
| Kambodja                | 14 091 000    | 46,7 % | 27,2 % | 18,5 % | 4,9 %  | 1,3 %  | 0,8 %  | 0,5 %  | 0,1 %  | 97,3 %  | 2,7 %  |
| Kamerun                 | 17 340 702    | 42,8 % | 38,8 % | 12,0 % | 3,3 %  | 1,4 %  | 1,2 %  | 0,4 %  | 0,1 %  | 96,9 %  | 3,1 %  |
| Kanada                  | 33 487 208    | 39,0 % | 36,0 % | 7,6 %  | 2,5 %  | 7,0 %  | 6,0 %  | 1,4 %  | 0,5 %  | 85,1 %  | 14,9 % |
| Kenya                   | 38 610 097    | 45,6 % | 25,2 % | 21,1 % | 4,2 %  | 1,8 %  | 1,0 %  | 0,9 %  | 0,02 % | 96,28 % | 3,72 % |
| Kina                    | 1 339 724 852 | 47,7 % | 27,8 % | 18,9 % | 5,0 %  | 0,3 %  | 0,2 %  | 0,1 %  | 0,03 % | 99,37 % | 0,63 % |
| Korea                   | 73 000        | 36,6 % | 32,8 % | 21,0 % | 9,0 %  | 0,4 %  | 0,2 %  | 0,09 % | 0,03 % | 99,08 % | 0,92 % |
| Libanon                 | 4 196 453     | 38,4 % | 32,3 % | 9,4 %  | 3,2 %  | 7,7 %  | 6,5 %  | 1,7 %  | 0,7 %  | 83,4 %  | 16,6 % |
| Libyen                  | 6 411 776     | 42,6 % | 28,9 % | 11,2 % | 4,5 %  | 6,3 %  | 4,2 %  | 1,6 %  | 0,7 %  | 87,2 %  | 12,8 % |
| Malaysia                | 27 565 821    | 34,3 % | 30,4 % | 27,4 % | 7,5 %  | 0,17 % | 0,15 % | 0,14 % | 0,04 % | 99,5 %  | 0,5 %  |
| Mauretanien             | 3 596 702     | 46,3 % | 26,7 % | 17,5 % | 3,9 %  | 2,8 %  | 1,6 %  | 1,1 %  | 0,2 %  | 94,3 %  | 5,7 %  |
| Mexiko                  | 123 166 749   | 55,8 % | 29,9 % | 8,0 %  | 1,6 %  | 2,7 %  | 1,5 %  | 0,4 %  | 0,08 % | 95,32 % | 4,68 % |
| Mongoliet               | 2 992 908     | 56,4 % | 27,7 % | 10,9 % | 5,0 %  | 0,6 %  | 0,3 %  | 0,1 %  | 0,04 % | 98,96 % | 1,04 % |
| Nederländerna           | 16 715 999    | 39,5 % | 35,0 % | 6,7 %  | 2,5 %  | 7,5 %  | 7,0 %  | 1,3 %  | 0,5 %  | 83,7 %  | 16,3 % |
| Nepal                   | 30 986 975    | 35,2 % | 28,3 % | 27,1 % | 8,6 %  | 0,3 %  | 0,2 %  | 0,2 %  | 0,1 %  | 99,2 %  | 0,8 %  |
| Nigeria                 | 186 053 386   | 51,3 % | 22,4 % | 20,7 % | 2,6 %  | 1,6 %  | 0,7 %  | 0,6 %  | 0,1 %  | 97,0 %  | 3,0 %  |
| Norge                   | 4 660 539     | 34,0 % | 40,8 % | 6,8 %  | 3,4 %  | 6,0 %  | 7,2 %  | 1,2 %  | 0,6 %  | 85,0 %  | 15,0 % |
| Nya Zeeland             | 4 213 418     | 38,0 % | 32,0 % | 9,0 %  | 3,0 %  | 9,0 %  | 6,0 %  | 2,0 %  | 1,0 %  | 82,0 %  | 18,0 % |
| Pakistan                | 199 085 847   | 24,6 % | 20,6 % | 34,4 % | 9,5 %  | 4,2 %  | 2,7 %  | 3,6 %  | 0,5 %  | 89,0 %  | 11,0 % |
| Peru                    | 28 302 603    | 70,0 % | 18,4 % | 7,8 %  | 1,6 %  | 1,4 %  | 0,5 %  | 0,28 % | 0,02 % | 97,8 %  | 2,2 %  |
| Polen                   | 38 482 919    | 31,0 % | 32,0 % | 15,0 % | 7,0 %  | 6,0 %  | 6,0 %  | 2,0 %  | 1,0 %  | 85,0 %  | 15,0 % |
| Portugal                | 10 707 924    | 36,2 % | 39,8 % | 6,6 %  | 2,9 %  | 6,0 %  | 6,6 %  | 1,1 %  | 0,5 %  | 85,8 %  | 14,2 % |
| Ryssland                | 142 423 773   | 46,0 % | 31,0 % | 9,0 %  | 2,1 %  | 6,0 %  | 4,0 %  | 1,0 %  | 0,9 %  | 88,1 %  | 11,9 % |
| Saudiarabien            | 28 686 633    | 48,0 % | 24,0 % | 17,0 % | 4,0 %  | 4,0 %  | 2,0 %  | 1,0 %  | 0,3 %  | 92,7 %  | 7,3 %  |
| Schweiz                 | 8 139 600     | 26,0 % | 37,0 % | 13,0 % | 7,0 %  | 5,0 %  | 6,0 %  | 4,0 %  | 2,0 %  | 83,0 %  | 17,0 % |
| Serbien                 | 7 076 372     | 31,9 % | 35,3 % | 12,6 % | 4,2 %  | 6,1 %  | 6,7 %  | 2,4 %  | 0,8 %  | 84,0 %  | 16,0 % |
| Spanien                 | 47 125 002    | 36,0 % | 34,0 % | 8,0 %  | 2,5 %  | 9,0 %  | 8,0 %  | 2,0 %  | 0,5 %  | 80,5 %  | 19,5 % |
| Storbritannien          | 61 113 205    | 37,0 % | 35,0 % | 8,0 %  | 3,0 %  | 7,0 %  | 7,0 %  | 2,0 %  | 1,0 %  | 84,0 %  | 16,0 % |
| England                 | 53 012 456    | 37,7 % | 32,9 % | 9,3 %  | 3,0 %  | 7,8 %  | 6,9 %  | 1,7 %  | 0,6 %  | 83,0 %  | 17,0 % |
| Nordirland              | 1 810 863     | 44,0 % | 28,0 % | 8,0 %  | 2,0 %  | 9,0 %  | 6,0 %  | 2,0 %  | 1,0 %  | 82,0 %  | 18,0 % |
| Skottland               | 5 295 000     | 39,4 % | 27,3 % | 8,6 %  | 2,6 %  | 12,5 % | 6,7 %  | 2,2 %  | 0,6 %  | 78,0 %  | 22,0 % |
| Wales                   | 3 063 456     | 38,2 % | 33,1 % | 7,9 %  | 2,8 %  | 8,2 %  | 6,8 %  | 1,5 %  | 0,5 %  | 83,0 %  | 17,0 % |
| Sverige                 | 9 059 651     | 32,0 % | 37,0 % | 10,0 % | 5,0 %  | 6,0 %  | 7,0 %  | 2,0 %  | 1,0 %  | 84,0 %  | 16,0 % |
| Sydafrika               | 49 320 000    | 39,0 % | 32,0 % | 12,0 % | 3,0 %  | 7,0 %  | 5,0 %  | 2,0 %  | 1,0 %  | 85,0 %  | 15,0 % |
| Syrien                  | 22 530 746    | 43,0 % | 30,0 % | 14,0 % | 3,7 %  | 5,0 %  | 3,0 %  | 1,0 %  | 0,3 %  | 90,7 %  | 9,3 %  |
| Taiwan                  | 23 234 936    | 43,9 % | 25,9 % | 23,9 % | 6,0 %  | 0,1 %  | 0,1 %  | 0,01 % | 0,02 % | 99,77 % | 0,23 % |
| Thailand                | 67 497 151    | 40,8 % | 16,9 % | 36,8 % | 5,0 %  | 0,2 %  | 0,1 %  | 0,2 %  | 0,03 % | 99,67 % | 0,33 % |
| Tjeckien                | 10 532 770    | 27,0 % | 36,0 % | 15,0 % | 7,0 %  | 5,0 %  | 6,0 %  | 3,0 %  | 1,0 %  | 85,0 %  | 15,0 % |
| Turkiet                 | 76 805 524    | 29,8 % | 37,8 % | 14,2 % | 7,2 %  | 3,9 %  | 4,7 %  | 1,6 %  | 0,8 %  | 89,0 %  | 11,0 % |
| Tyskland                | 82 329 758    | 35,0 % | 37,0 % | 9,0 %  | 4,0 %  | 6,0 %  | 6,0 %  | 2,0 %  | 1,0 %  | 85,0 %  | 15,0 % |
| Ukraina                 | 44 854 065    |        | ≈ 40 % | ≈ 10 % |        |        |        |        |        |         |        |
| Ungern                  | 9 982 000     | 32,0 % | 44,0 % | 16,0 % | 8,0 %  | 0,15 % | 0,2 %  | 0,1 %  | 0,05 % | 99,5 %  | 0,5 %  |
| USA                     | 307 212 123   | 37,4 % | 35,7 % | 8,5 %  | 3,4 %  | 6,6 %  | 6,3 %  | 1,5 %  | 0,6 %  | 85,0 %  | 15,0 % |
| Österrike               | 8 210 281     | 30,0 % | 33,0 % | 12,0 % | 6,0 %  | 7,0 %  | 8,0 %  | 3,0 %  | 1,0 %  | 81,0 %  | 19,0 % |
| Viktat medelvärde       | 2 744 996 114 | 41,9 % | 31,2 % | 15,4 % | 4,8 %  | 2,9 %  | 2,7 %  | 0,8 %  | 0,3 %  | 93,3 %  | 6,7 %  |

  50,0 % eller mer
  40,0–49,9 %
  30,0–39,9 %
  20,0–29,9 %
  10,0–19,9 %
  5,0–9,9 %

### Kell-fördelning
Frekvens av Kell-blodgrupper:
| Land      | Kell-positiv | Kell-negativ |
| --------- | ------------ | ------------ |
| Världen   | 8 %          | 92 %         |
| Schweiz   | 9 %          | 91 %         |
| Tyskland  | 9 %          | 91 %         |
| Österrike | 9 %          | 91 %         |

## Etnisk fördelning

### ABO-fördelning

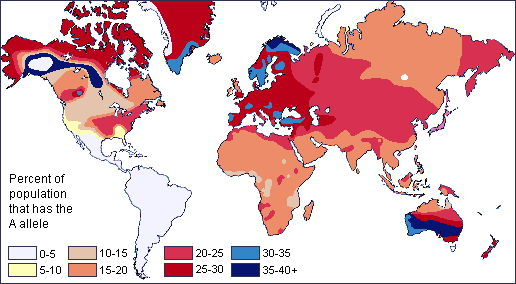
Karta över A-allelen bland infödd befolkning
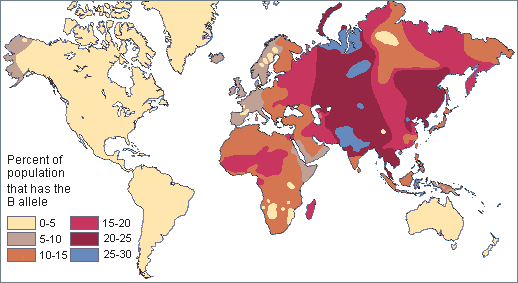
Karta över B-allelen bland infödd befolkning
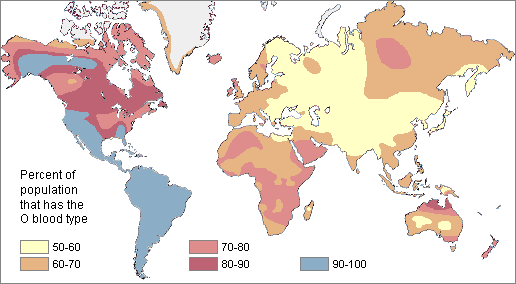
Karta över O-allelen bland infödd befolkning

Blodgrupp B har sin högsta frekvens i Nordasien och Centralasien – dess förekomst minskar både mot väst och öst, och faller till ensiffriga procenttal i Spanien. Den antas ha varit helt frånvarande från infödda amerikaner och australiska aboriginska populationer innan européernas ankomst till dessa områden.
Blodgrupp A är associerad med höga frekvenser i Europa, framförallt i Skandinavien och Centraleuropa, även om dess högsta frekvenser förekommer hos vissa australiska aboriginska populationer och svartfotsindianerna i Montana i USA.
| Etnisk fördelning av ABO-blodgrupper (%) (Denna tabell har fler poster än ovanstående tabell, men exkluderar Rh-faktorn.) | Etnisk fördelning av ABO-blodgrupper (%) (Denna tabell har fler poster än ovanstående tabell, men exkluderar Rh-faktorn.) | Etnisk fördelning av ABO-blodgrupper (%) (Denna tabell har fler poster än ovanstående tabell, men exkluderar Rh-faktorn.) | Etnisk fördelning av ABO-blodgrupper (%) (Denna tabell har fler poster än ovanstående tabell, men exkluderar Rh-faktorn.) | Etnisk fördelning av ABO-blodgrupper (%) (Denna tabell har fler poster än ovanstående tabell, men exkluderar Rh-faktorn.) |
| Folkgrupp | O | A | B | AB |
| --- | --- | --- | --- | --- |
| Aboriginer | 61 | 39 | 0 | 0 |
| Abyssinier | 43 | 27 | 25 | 5 |
| Ainu (Japan) | 17 | 32 | 32 | 18 |
| Albaner | 38 | 43 | 13 | 6 |
| Andamaner | 9 | 60 | 23 | 9 |
| Araber | 34 | 31 | 29 | 6 |
| Armenier | 31 | 50 | 13 | 6 |
| Asiat-amerikaner | 40 | 28 | 27 | 5 |
| Bantu | 46 | 30 | 19 | 5 |
| Basker | 51 | 44 | 4 | 1 |
| Belgare | 47 | 42 | 8 | 3 |
| Bororo (Brasilien) | 100 | 0 | 0 | 0 |
| Brasilianer | 47 | 41 | 9 | 3 |
| Bulgarer | 32 | 44 | 15 | 8 |
| Burjater (Sibirien) | 33 | 21 | 38 | 8 |
| Burmeser | 36 | 24 | 33 | 7 |
| Danskar | 41 | 44 | 11 | 4 |
| Egyptier | 33 | 36 | 24 | 8 |
| Engelsmän | 47 | 42 | 9 | 3 |
| Ester | 34 | 36 | 23 | 8 |
| Fijianer | 44 | 34 | 17 | 6 |
| Filipiner | 45 | 22 | 27 | 6 |
| Finländare | 34 | 41 | 18 | 7 |
| Fransmän | 43 | 47 | 7 | 3 |
| Georgier | 46 | 37 | 12 | 4 |
| Greker | 40 | 42 | 14 | 5 |
| Hawaiianer | 37 | 61 | 2 | 1 |
| Hinduer (Bombay) | 29 | 25 | 35 | 11 |
| Indier (Indien) | 29 | 21 | 40 | 9 |
| Infödda amerikaner | 79 | 16 | 4 | 1 |
| Inuiter (Alaska) | 38 | 44 | 13 | 5 |
| Inuiter (Grönland) | 54 | 36 | 23 | 8 |
| Irländare | 52 | 35 | 10 | 3 |
| Islänningar | 56 | 32 | 10 | 3 |
| Italienare (Milano) | 46 | 41 | 11 | 3 |
| Japaner | 30 | 38 | 22 | 10 |
| Judar (Tyskland) | 42 | 41 | 12 | 5 |
| Judar (Polen) | 33 | 41 | 18 | 8 |
| Kalmucker | 26 | 23 | 41 | 11 |
| Kikuyu (Kenya) | 60 | 19 | 20 | 1 |
| Kineser (Guangdong) | 46 | 23 | 25 | 6 |
| Kineser (Peking) | 29 | 27 | 32 | 13 |
| Koreaner | 28 | 32 | 31 | 10 |
| Kroater | 42 | 34 | 17 | 7 |
| Letter | 32 | 37 | 24 | 7 |
| Litauer | 40 | 34 | 20 | 6 |
| Malajer | 62 | 18 | 20 | 0 |
| Maorier | 46 | 54 | 1 | 0 |
| Mayaindianer | 98 | 1 | 1 | 1 |
| Moros | 64 | 16 | 20 | 0 |
| Navajo | 73 | 27 | 0 | 0 |
| Nederländare | 45 | 43 | 9 | 3 |
| Nikobareser | 74 | 9 | 15 | 1 |
| Norrmän | 39 | 50 | 8 | 4 |
| Papuaner (Nya Guinea) | 41 | 27 | 23 | 9 |
| Perser | 38 | 33 | 22 | 7 |
| Peruanska indianer | 100 | 0 | 0 | 0 |
| Polacker | 33 | 39 | 20 | 9 |
| Portugiser | 35 | 53 | 8 | 4 |
| Romer (Ungern) | 29 | 27 | 35 | 10 |
| Rumäner | 34 | 41 | 19 | 6 |
| Ryssar | 33 | 36 | 23 | 8 |
| Samer | 29 | 63 | 4 | 4 |
| Sanfolket | 56 | 34 | 9 | 2 |
| Sardinier | 50 | 26 | 19 | 5 |
| Schweizare | 40 | 50 | 7 | 3 |
| Serber | 38 | 42 | 16 | 5 |
| Shompen-Nikobareser | 100 | 0 | 0 | 0 |
| Skottar | 51 | 34 | 12 | 3 |
| Slovaker | 42 | 37 | 16 | 5 |
| Spanjorer | 38 | 47 | 10 | 5 |
| Sudaneser | 62 | 16 | 21 | 0 |
| Svenskar | 38 | 47 | 10 | 5 |
| Sydafrikaner | 45 | 40 | 11 | 4 |
| Tatarer | 28 | 30 | 29 | 13 |
| Thai | 37 | 22 | 33 | 8 |
| Tjecker | 30 | 44 | 18 | 9 |
| Tjuvasjer | 30 | 29 | 33 | 7 |
| Turkfolk | 43 | 34 | 18 | 6 |
| Tyskar | 41 | 43 | 11 | 5 |
| Ukrainare | 37 | 40 | 18 | 6 |
| Ungrare | 36 | 43 | 16 | 5 |
| Vietnameser | 42 | 22 | 30 | 5 |
| Österrikare | 36 | 44 | 13 | 6 |
| Afroamerikaner | 49 | 27 | 20 | 4 |
| Vita amerikaner | 45 | 40 | 11 | 4 |
| | | | | |
| Medelvärde | 43,91 | 34,80 | 16,55 | 5,14 |
| Standardavvikelse | 16,87 | 13,80 | 9,97 | 3,41 |

### Rh-fördelning
Frekevensen av Rh-blodgrupper och RhD-negativ allel skiljer sig mellan olika populationer.
| Population         | Rh(D)−  | Rh(D)+ | Rh(D)− alleler |
| ------------------ | ------- | ------ | -------------- |
| Basker             | 21–36 % | 65 %   | ≈ 60 %         |
| Européer           | 16 %    | 84 %   | 40 %           |
| Afroamerikaner     | ≈ 7 %   | 93 %   | ≈ 26 %         |
| Infödda amerikaner | ≈ 1 %   | 99 %   | ≈ 10 %         |
| Afrikansk härkomst | < 1 %   | > 99 % | 3 %            |
| Asiater            | < 1 %   | > 99 % | 1 %            |